# دیک تریسی (کمیک)
دیک تریسی (به انگلیسی: Dick Tracy) یک کتاب مصور برپایه شخصیت اصلی، کارآگاهی سرسخت و باهوش که همیشه یک ساعت مچی رادیویی و یک کلاه و کت زرد (در نسخه‌های قدیمی‌تر سبز) به تن دارد، به همین نام است که توسط چستر گولد در سال ۱۹۳۱ میلادی خلق شد. بر اساس این کتاب مصور، فیلمی به کارگردانی و بازیگری وارن بیتی در سال ۱۹۹۰ ساخته شد.

## در رسانه‌ها
علاوه بر ساخت لایو اکشن ۱۹۹۰، سه فیلم دیگر در دهه ۴۰ میلادی ساخته شد که برخلاف نسخه ۱۹۹۰، نقدهای منفی دریافت کردند. در دهه ۶۰ میلادی اولین انیمیشن سریالی دیک تریسی با صداپیشگی اورت اسلون در قالب ۱۳۰ قسمت منتشر شد.